# Boot Camp Clik
La Boot Camp Clik è un collettivo hip hop statunitense composta dai seguenti gruppi: 
- Heltah Skeltah
- Black Moon
- O.G.C.
- Smif-N-Wessun

## Storia del gruppo
I Boot Camp Clik sono una crew di hardcore rappers il cui obiettivo è una musica vicina alle tematiche del popolo della strada e lontana dallo show business. Il loro primo progetto come collettivo risale al 1997 con LP For The People, che vende più di 250'000 copie e 50'000 solo nella prima settimana. L'album contiene 14 Pezzi in questo primo progetto facevano parte del collettivo anche i The Representativz, poi diventati successivamente solo degli affiliati. Nel 2000 esce Boot Camp Clik's Greatest Hits - Basic Training che contiene alcuni classici del collettivo.
Nel 2001 la Duck Down Records stipula un contratto di distribuzione con la KOCH DISTRIBUTION. Ed così che nel 2002 il collettivo torna a farsi vivo con l'album The Chosen Few, il loro secondo LP, anticipato dai singoli And So... e Whoop His Ass. LP contiene 15 pezzi prodotti da The Alchemist, Da Beatminerz, Hi-Tek, Curt Cazal, Baby Paul, Coptic, Bink!, The Producers Coalition Of America INC e TY Deals. Con Featuring di Supreme dei The Representativz, Scratch dei The Roots, Illa Noyz e Rufus Blaq. Dopo questo progetto i membri del collettivo si dedicano a diversi progetti solisti Sean Price esce con Monkey Barz; i Black Moon fanno uscire Total Eclipse, gli Smif-N-Wessun con Tek & Steele: Reloaded; ed escono anche altri progetti "minori". Nel 2006 ritornano con The Last Stand. Questo nuovo capitolo contiene 14 brani prodotti da 9th Wonder, Illmind, Marco Polo, SIC Beats, Pete Rock, Ken Ring & Rune Rotter, Da Beatminerz, Coptic, Large Professor e Mr. Attic. Contemporaneamente con l'uscita del nuovo lavoro la Boot Camp Clik parte per un tour negli Stati Uniti passando per New York, Atlanta, Philadelphia, Los Angeles, Chicago, Seattle e molte altre città. Il 2007 è l'anno di Casualties of War quarto LP del collettivo. Nelle vesti di produttori troviamo Coptic, Marco Polo, 9th Wonder, Dan The Man e molti altri. Dopo questo album il collettivo se nuovamente dedicato a progetti solisti.

## Discografia

### Album in studio
- 1997 - For The People
- 2002 - The Chosen Few
- 2006 - The Last Stand
- 2007 - Casualties of War

### Raccolte
- 1999 - Duck Down Presents: The Album
- 2000 - Boot Camp Clik's Greatest Hits - Basic Training
- 2003 - Collect Dis Edition

### Singoli
- 1997: For The People (Album Sampler) estratto da For The People
- 1997: Headz R Reddee Pt. II estratto da For The People
- 2002: And So... / Whoop His Ass estratto da The Chosen Few
- 2002: Think Back / That's Tough (Little Bit) estratto da The Chosen Few
- 2003: Ice Skate estratto da The Chosen Few
- 2006: Yeah / Trading Places / Let's Go estratto da The Last Stand

### Mixtapes
- 2002: Search And Recover Part 1 con Dj Peter Parker
- 2004: Search And Recover Part 2 con Dj Evil Dee
- 2005: Best of BCC Freestyles con Tony Touch
- 2006: Search And Recover Part 3 con Dj Sherazta